# Toshizō Nishio
Toshizō Nishio (西尾 寿造?, Nishio Toshizō; Tottori, 31 ottobre 1881 – Tokyo, 26 ottobre 1960) è stato un militare giapponese, col grado di generale dell'Esercito Imperiale Giapponese fu una delle figure di spicco della seconda guerra sino-giapponese.

## Biografia
Nato nella prefettura di Tottori si arruolò nell'accademia dell'esercito, in cui si diplomò nel 1902. Subito dopo prese parte alla guerra russo-giapponese combattendo nella battaglia di Sandepu. Negli anni seguenti fece rapidamente carriera grazie alle sue doti organizzative venendo promosso tenente nel 1905, capitano nel 1909, maggiore nel 1916, tenente colonnello nel 1920, colonnello nel 1929 e generale di brigata sei anni dopo.
Durante questo periodo il suo servizio fu svolto prevalentemente negli uffici e non sul campo. Fu uno degli istruttori del collegio di formazione militare giapponese e ricoprì anche diversi ruoli nell'Ispettorato generale all'addestramento, ebbe anche l'incarico di direttore del reparto investigazioni dell'esercito tra il 1930 e il 1932.
Il suo impiego operativo fu principalmente nel teatro della seconda guerra sino-giapponese, in cui riuscì a mettersi particolarmente in mostra grazie ad alcune operazioni brillanti di grande successo. Tuttavia dopo la pesante sconfitta nella battaglia di Taierzhuang nel 1938 fu destituito e rientrò in patria per tornare all'ispettorato generale di addestramento, nonostante questo l'anno seguente venne promosso al massimo grado di generale d'armata e rimandato in Cina per proseguire la guerra in veste di comandante in capo dell'esercito. Stavolta ottenne poco successo e nel 1941 tornò in Giappone, dove fu membro del Supremo Consiglio di Guerra fino al 1943.
Dopo la conclusione del secondo conflitto mondiale fu arrestato per crimini di guerra ma l'accusa non venne mai formalizzata e fu pertanto rilasciato.